# The Texas Rangers
The Texas Rangers é um filme estadunidense de 1936, do gênero faroeste, dirigido por King Vidor. Rodado no ano do centenário do Texas e com a colaboração de verdadeiros Texas Rangers, o filme conta com um roteiro baseado em registros oficiais daquela instituição. Ken Wlaschin colocou-o como um dos onze melhores trabalhos do astro Fred MacMurray.
Houve uma continuação no ano seguinte, The Texas Rangers Ride Again, com outro elenco, e uma refilmagem em 1949, com o título de Streets of Laredo, estrelado William Holden.
O filme obteve uma indicação para o Oscar, na categoria de Melhor Gravação de Som.

## Sinopse
Nos anos que se seguem à Guerra Civil, os bandidos Jim Hawkins e Wahoo Jones tentam se regenerar e entram para a corporação dos Texas Rangers. Um dia, enquanto procuram de ladrões de gado, eles se encontram com o amigo Sam McGee, que continua na senda do crime. Eles decidem usar informações confidenciais para facilitar a aplicação de alguns golpes. Após diversas escaramuças contra os onipresentes índios, Jim torna-se um herói e é objeto da atenção de Amanda, filha do comandante. Ainda assim, ele pretende continuar com os roubos ao lado de Sam, apesar da discordância de Wahoo. No entanto, após apaixonar-se por Amanda e ganhar um rancho de colonos agradecidos, ele repensa sua vida e cancela o acordo com Sam. Sam passa a aterrorizar todo o estado e Jim recebe ordens de capturá-lo, mas recusa-se por lealdade ao amigo. Finalmente, quando Sam mata Wahoo, ele muda de ideia.

## Elenco
| Ator/Atriz           | Personagem       |
| -------------------- | ---------------- |
| Fred MacMurray       | Jim Hawkins      |
| Jack Oakie           | Wahoo Jones      |
| Jean Parker          | Amanda Bailey    |
| Lloyd Nolan          | Sam McGee        |
| Edward Ellis         | Major Bailey     |
| Benny Bartlett       | David            |
| Frank Shannon        | Capitão Stafford |
| George 'Gabby' Hayes | Juiz Snow        |

## Principais prêmios e indicações
| Prêmio | Categoria(s) Indicada(s) | Categoria(s) Premiada(s) |
| ------ | ------------------------ | ------------------------ |
| Oscar  | Melhor Gravação de Som   | ---                      |